# Georg Centerwall
Ture Georg Julius Dannfelt Centerwall, född 31 augusti 1882 i Söderhamn, död 19 januari 1920 i Stockholm, var en svensk civilingenjör.
Centerwall utvecklade energinäringen i Sverige under den tid då elkraften var ny. Georg Centerwall avlade studentexamen år 1900 och examen på Kungliga Tekniska högskolan avdelningen för elektroteknik år 1904. Efter en tid åkte han till USA och Schenectady, där han studerade på General Electric Co, samt hos flera andra kraftföretag. Särskilt intresserade han sig för högspänningsteknik. Tillbaka i Sverige fick han av Vattenfallsstyrelsen ett uppdrag att delta i den elektriska projekteringen av de stora anläggningarna som planerades, bland annat i Porjus och Älvkarleby. Centerwall var också med om utformningen av förslaget att överföra kraft från Trollhättan till Köpenhamn.
År 1914 var Centerwall ansvarig för installationerna och övervakade färdigställandet av kraftstationen i Älvkarleby. Han blev chef för Älvkarleby kraftstation och intresserade sig även för högspänningslaboratoriet i Älvkarleö, den modernaste i sitt slag i Skandinavien vid denna tid. Han blev senare chef för Aktiebolaget Bergslagens gemensamma kraftförvaltning.
Centerwalls kunskaper och kompetens uppskattades mycket och han fick även motta Vasaordens riddartecken 1915.
Georg Centerwall var gift med Mimmi Centerwall (1890–1979), född Wadman. De fick tre barn Maj, Bo och Karl-Erik. Makarna Centerwall är begravda på Norra begravningsplatsen utanför Stockholm.